# Nandor Iozsef Nemenyi
Nandor Iozsef Nemenyi (n. 11 noiembrie 1940) este un deputat român în legislatura 1992-1996, ales în județul Cluj pe listele UDMR.